# Chiesa di San Martino Vescovo (Vezzano sul Crostolo)
La chiesa di San Martino Vescovo è la parrocchiale di Vezzano sul Crostolo, in provincia di Reggio Emilia e diocesi di Reggio Emilia-Guastalla; fa parte del vicariato della Val d'Enza.

## Storia
La primitiva cappella vezzanese venne consacrata nel 1163.
All'inizio del XVI secolo questo luogo di culto, di piccole dimensioni, era giudicato "mal ornato" e risultava che, contiguo all'abside, sul lato settentrionale sorgesse un edificio a uso civile.
Dalla relazione della visita pastorale del 1664 del vescovo di Reggio Emilia Gianagostino Marliani si apprende che la chiesa, dotata di cinque altari, versava in cattive condizioni; in quell'occasione il presule esortò a risanarla.
Nel Settecento la parrocchiale fu interessata da un rifacimento; tra la meta di quel secolo e l'inizio dell'Ottocento si procedette anche alla risistemazione e alla decorazioni di alcuni altari.
Nella prima metà del Novecento la canonica venne ampliata con la realizzazione di un ulteriore piano e, negli ottanta del medesimo secolo, si procedette al restauro della chiesa e al sua adeguamento liturgico secondo le norme postconciliari mediante l'aggiunta dell'altare rivolto verso l'assemblea e dell'ambone.

## Descrizione

### Esterno
La semplice facciata a capanna della chiesa, rivolta a oriente e decorata con disegni di lesene e cornici, presenta centralmente il portale d'ingresso, al di sopra del quale vi sono una finestra a tutto sesto e un piccolo oculo.
Annesso alla parrocchiale è il campanile a base quadrata, la cui cella presenta su ogni lato una monofora ed è coronata dalla cupola poggiante sul tamburo.

### Interno
L'interno dell'edificio si compone di un'unica navata, sulla quale si affacciano sei cappelle laterali, introdotte da archi a tutto sesto e le cui pareti sono scandite da paraste terminanti con capitelli ionici sorreggenti gli archivolti sopra i quali si imposta la volta a botte lunettata; al termine dell'aula si sviluppa il presbiterio, rialzato di un gradino, ospitante l'altare maggiore e chiuso dall'abside di forma semicircolare.